# Harold McNair
Harold McNair (* 5. November 1931 in Kingston (Jamaika); † 7. März 1971 in London) war ein jamaikanischer Calypsosänger und Musiker (Saxophonist, Flötist) des Modern Jazz.

## Leben
McNair ging auf die Alpha Boys School und spielte dort mit Joe Harriott, Wilton Gaynair und mit Baba Motta's Band. Auch gehörte er zur Jamaican Big Band von Sonny Bradshaw. Anschließend war er auf den Bahamas tätig, wo er als Little G Calypsos sang und aufnahm. Er ist außerdem in dem Film Island Women (1958) als Calypsonian zu sehen.  1960 ging er nach Miami, wo er sein erstes Album  Bahama Bash aufnahm. In dieser Zeit wandte er sich auch der Flöte zu, die schließlich sein Hauptinstrument werden sollte. Mit Quincy Jones ging er auf Europatournee, wo er in Paris  für Film und Fernsehen arbeitete. Wie Harriott, Dizzy Reece oder Harry Beckett ließ er sich schließlich in Großbritannien nieder, wo er regelmäßig in Ronnie Scott’s Club auftrat. Wie Beckett spielte auch er 1961 als Sideman von Charles Mingus und ist in dem Film All Night Long zu sehen. Auch war er Mitglied in den Bands von Mike Carr und von Phil Seamen; er nahm mit Zoot Sims, mit Tony Crombie und mit Jack Costanzo auf. 1965 spielte er das Album Affectionate Fink mit der Rhythmusgruppe von Ornette Coleman, mit David Izenzon und Charles Moffett ein. Er leitete eigene Gruppen, spielte  mit Ginger Baker’s Air Force und mit John Camerons Off Centre. Weiterhin begleitete er amerikanische Musiker wie Jon Hendricks, Blossom Dearie, Philly Joe Jones oder Eddie Lockjaw Davis. Sein Flötenspiel ist in Ken Loachs Film Kes markant zu hören. Sein Saxophon tritt in der Titelmelodie von James Bond – 007 jagt Dr. No hervor. Er ist auch auf Aufnahmen mit  Donovan (There Is a Mountain, Donovan in Concert), John Martyn, Steamhammer und mit der C.C.S. von Alexis Korner zu hören.
Seine Komposition „The Hipster“ wurde später in Acid-Jazz-Clubs häufig gespielt und findet sich auf Gilles Petersons Kompilation Impressed Vol. 2.

### Diskographische Hinweise
- Up in the Air with Harold McNair, Bahamian Rhythms 1964
- Affectionate Fink, Island 1965 (with Alan Branscombe, David Izenzon, Charles Moffett)
- Harold McNair, RCA 1968 (mit Bill Le Sage, Spike Heatley, Tony Carr)
- Flute and Nut, RCA 1970 (mit John Cameron)
- The Fence, B&C 1970 (mit Keith Tippett, Ric Grech, Steve Winwood, Terry Cox, Danny Thompson, Tony Carr, Colin Green, Alan Branscombe)
- Harold McNair, B&C 1972

## Lexigraphischer Eintrag
- Richard Cook Jazz Encyclopedia. London, Penguin 2007; ISBN 978-0-14-102646-6